# École centrale Paris

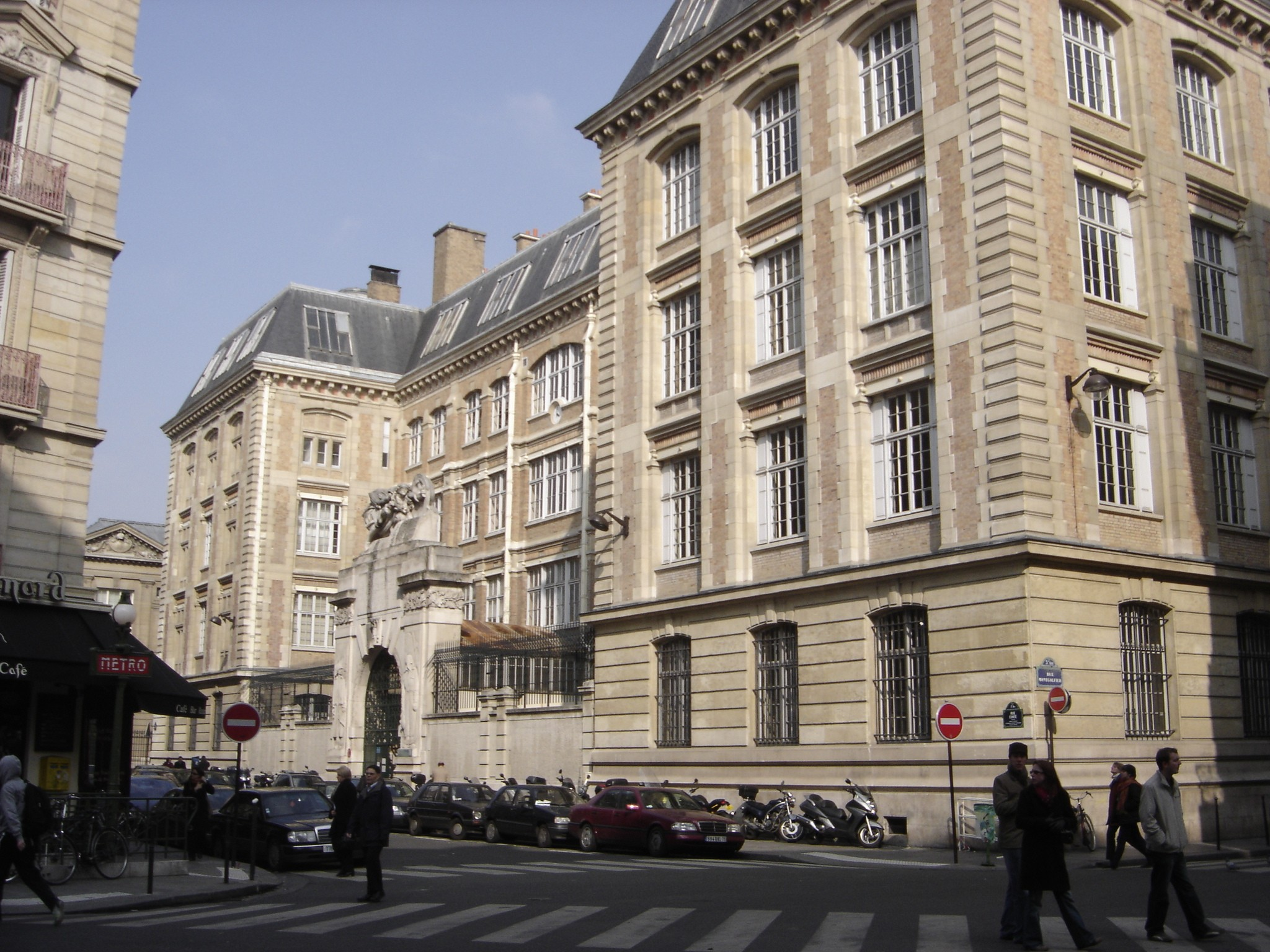
Antiga Escola Central de Paris - Fachada da Rue Conté

A École Centrale Paris (ou Centrale Paris ou E.C.P.), cujo nome oficial era École centrale des arts et manufactures, era uma das mais prestigiosas escolas de engenharia da França, a fundadora do Grupo das Écoles Centrales. Ela era reconhecida principalmente pela sua formação de engenheiros, que eram chamados de "Centraliens".
Em primeiro de janeiro de 2015, um novo grande estabelecimento chamado CentraleSupélec foi criado na fusão entre a École Centrale Paris e a École supérieure d'électricité.
O estabelecimento formava engenheiros generalistas (engenheiros de arts et manufactures, ou também chamados engenheiros centraliens) destinados principalmente ao mundo corporativo. A escola fornecia também diplomas de mestrado especializado, mestrado, mestrado pesquisa e doutorado. Ela possuía um centro de pesquisas de mais de 400 pessoas.
Foi a fundadora da associação TIME (Top Industrial Managers for Europe) em 1988, que permite o intercâmbio e a dupla diplomação de estudantes das principais escolas de engenharia do mundo. Conhecida pela sua orientação internacional, tem parcerias com a Universidade Harvard, Instituto de Tecnologia de Massachusetts, Universidade de Oxford, Universidade Cornell, Dartmouth College, Universidade Northwestern, Universidade da Califórnia em Berkeley, Universidade de Chicago, Hong Kong University of Science and Technology, Universidade Nacional de Seul, Universidade de Pequim, entre outras universidades internacionais, além das brasileiras Universidade Estadual de Campinas, Universidade de São Paulo, Universidade Federal do Rio de Janeiro, Pontifícia Universidade Católica do Rio de Janeiro, Universidade Federal do Rio Grande do Sul e Universidade Federal do Ceará.
A École Centrale de Paris fazia parte do Grupo Centrale, do qual também fazem parte as École centrale de Lille, École centrale de Lyon, École centrale de Marseille, École centrale de Nantes e École centrale de Paris.